# Virus (film 1996)
Virus è un film del 1996, diretto da Allan Goldstein.

## Distribuzione
- Stati Uniti d'America: 1996